# Androny

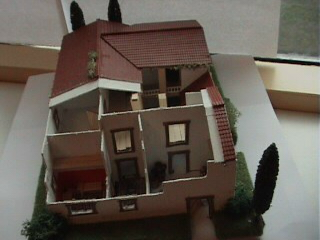
Makieta domu greckiego z widocznym andronem (z przodu, po lewej, na dole)

Androny – w jęz. polskim: brednie, głupstwa, opowieści wyssane z palca, bzdury. Używane także jako idiom: pleść androny – opowiadać głupstwa. Pochodzenie tego rzeczownika nie jest pewne. 
W starożytnej Grecji andronitis (także ksenon, ksenones lub oikos) było pomieszczeniem dla mężczyzn, bogato udekorowanym i umeblowanym, gdzie spożywano posiłki i przyjmowano gości. Wchodziło się do niego z dziedzińca, lecz położone było zwykle w izolowanej części domu blisko drzwi wychodzących na ulicę. Pomieszczenie to było przeciwieństwem bardzo prostego pomieszczenia dla kobiet – gynaikonitis, gynaikon.
W polskim piśmiennictwie wyraz androny pojawił się w XVII wieku. Według Karłowicza, znaczenie zaułków, zakrętów, ciasnych korytarzy zostało przeniesione na "prawienie bredni, bajanie".
Z kolei biskup Krasiński w Słowniku synonimów polskich wyraził przypuszczenie, iż androny wzięły początek od nazwiska Andronika, którego dziełko Ad optimates polonos admonitio, wydane w XVI wieku, zaczęto nazywać andronami.

Słowo androny jest tytułem jednego z tomików wierszy Jana Brzechwy. W wyobraźni poety andron staje się przedmiotem podobnym do koszyka, jest także wykonany z łyka.  Jednak w języku polskim słowo to jest używane tylko w liczbie mnogiej androny a nie andron, jak w poetyckim fragmencie:

Pan Marcin plecie androny.
Z czego plecie? Ano z łyka.
Taki andron upleciony
Jest podobny do koszyka ...

Wymieniony w wierszyku Marcin to przyjaciel Brzechwy, ilustrator bajek dla dzieci, Jan Marcin Szancer.